# Eschweiler (kanton Wiltz)
Eschweiler (lb. Eeschwëller) – wieś (Uertschaft) w północnym Luksemburgu, w kantonie Wiltz, w gminie Wiltz. Do 3 października 2015 miejscowość leżała w dystrykcie Diekirch, a do 31 grudnia 2014 była samodzielna gminą. Liczy 200 mieszkańców (31 grudnia 2022).